# Otovci
Otovci (mađarski: Ottóháza, njemački: Ottofzen, ili Ottendorf, prekomurski: Otouvci) je naselje u slovenskoj Općini Puconcima. Otovci se nalazi u pokrajini Prekomurju i statističkoj regiji Pomurju. 

## Stanovništvo
Prema popisu stanovništva iz 2002. godine naselje je imalo 255 stanovnika.